# Cyphocaris richardi
Cyphocaris richardi is een vlokreeftensoort uit de familie van de Cyphocarididae. De wetenschappelijke naam van de soort is voor het eerst geldig gepubliceerd in 1905 door Chevreux.